# Umberto Di Falco
Umberto Di Falco (Palermo, 16 ottobre 1914 – Palermo, 21 febbraio 1986) è stato un calciatore italiano, di ruolo attaccante.

## Carriera
Debutta in Serie B con il Palermo nel campionato 1936-1937; con i rosanero disputa complessivamente quattro campionati cadetti per un totale di 73 presenze e 26 reti.
Dopo aver militato nel Forlì, torna nel capoluogo siciliano dove continua la sua carriera in Serie C, prima con la Juventina vincendo nel 1941-1942 il campionato con la relativa promozione in Serie B e poi con il gruppo sportivo dei Vigili del Fuoco. Infine veste nuovamente la maglia del Palermo che vince il Campionato siciliano 1944-1945. Complessivamente con la maglia del Palermo ha realizzato 41 reti tra Serie B (26), Serie C (13) e Coppa Italia (2).

## Palmarès

### Club

#### Competizioni nazionali
- Serie C: 1

Palermo-Juventina: 1941-1942

#### Competizioni regionali
- Campionato siciliano: 1

Palermo: 1945